# Halichoeres melanurus
Halichoeres melanurus är en fiskart som först beskrevs av Bleeker, 1851.  Halichoeres melanurus ingår i släktet Halichoeres och familjen läppfiskar. IUCN kategoriserar arten globalt som livskraftig. Inga underarter finns listade i Catalogue of Life.